# Chaenorhinum glareosum
Chaenorhinum glareosum là một loài thực vật có hoa trong họ Mã đề. Loài này được Pierre Edmond Boissier mô tả khoa học đầu tiên năm 1838 dưới danh pháp Linaria origanifolia var. glareosa. Năm 1886 Heinrich Moritz Willkomm chuyển nó sang chi Chaenorhinum.

## Phân bố
Loài này có tại khu vực sông băng đầy sỏi đá trên dãy núi Sierra Nevada ở miền nam Tây Ban Nha.